# Вердуско, Хуан
Хуан Вердуско (исп. Juan Verduzco, 28 января 1946, Мехико, Мексика — 4 марта 2024, там же) — мексиканский актёр-комик.

## Биография
Родился 28 января 1946 года в Мехико (по другим данным — родился в 1944 году). В детстве он мечтал о профессии, далёкой от кинематографа, но судьба его связала именно с кино и он стал актёром-комиком. В мексиканском кинематографе дебютировал в 1974 году в сериале Мир игрушки, где он сыграл роль врача-гинеколога и снялся  в 30 киноработах. В России актёра знали по ролям Рамоса (Дикая Роза) и Энрике (Моя вторая мама). Актёр до своей смерти снимался в телесериалах и состоял в штате Televisa.
Скончался 4 марта 2024 года в Мехико из-за склероза в возрасте 78 лет.

## Фильмографии

### ТеленовеллыTelevisa
- 1974: Мир игрушки — врач-гинеколог
- 1978: Людские слёзы — Эухенио
- 1979—1980: Богатые тоже плачут — доктор Мехия
- 1980: Сандра и Паулина — Рубен
- 1983: Хищница — Марин
- 1987—1988: Дикая Роза — Sr.Ramos (дубл.)
- 1987: Доктор Кандидо Перес — Падре Камило
- 1989: Моя вторая мама — Энрике
- 1995: Мария Хосе — Хорасио
- 1995: Бедная богатая девочка — Мануэль
- 1996: Виновность — директор университета
- 2003: Под одной кожей — Аурелио Акоста
- 2004: Малышка Эми — Роман
- 2004: Весёлая больница — Sr.Television
- 2006—2007: Самая прекрасная дурнушка — Падре
- 2007: Дюбовь без грима
- 2008—2009: Железная душа — Сауль Хигареда.
- 2009-2012: Мы все к чему-то привязаны — Салданья
- 2009—2010: Гадкий утёнок — Адольфо Ланфонтайре
- 2010—2011: Чтобы вновь любить — Энрике Пиментель
- 2012: Кусочек неба
- 2012 — н.в.: Настоящая любовь — Доктор Монтаньо
- 2013: Непокорное сердце — Абелардо
- 2013—2014: Моя любовь навсегда — Элиас

### Теленовеллы свыше 2-х сезонов
- 2002—2012: Семья Луче — дон Самерино (США, 3 сезона)
- 2005—2011: Соседи — комендант (4 сезона)
- 2011 — н. в.: Как говорится — Моравиа (4 сезона)

### Фильмы
- 1991 — Кандидо Перес, специалист по дамам